# 앨리 스미스
앨리 스미스(Ali Smith, 1962년 8월 24일 ~ )는 스코틀랜드의 작가이다.